# Ilie Bolojan
Ilie-Gavril Bolojan (Bertény, 1969. március 17. –) román politikus, a Nemzeti Liberális Párt tagja, 2025. július 12. óta pártelnöke. Három cikluson keresztül: 2008 és 2020 között Nagyvárad polgármestere volt. A 2020-as választásokon a Bihar Megyei Tanács elnökévé választották. 2025-ben Románia ideiglenes köztársasági elnöke lett. 2025. június 23-ától Románia miniszterelnöke.

## Pályafutása
2004-től 2005-ig a Bihar megyei tanács tagja, 2005-től 2007-ig Bihar megye prefektusa volt. 2008-tól három cikluson át, 2020-ig Nagyvárad polgármestere. 2020-tól a Bihar Megyei Tanács elnöke.
Klaus Iohannis lemondását követően, 2025. február 12-től Románia ügyvivő köztársasági elnöke.
2025 óta Románia miniszterelnöke.